# Солоденька
Солоденька (англ. Sweetpea) — комедійний драматичний телесеріал, створений Кірсті Суейн для «Sky Atlantic». Екранізація однойменної книги Клер Джоанни Скуз з Еллою Пернелл у головній ролі. Прем'єра серіалу відбулася 10 жовтня 2024 року на «Sky Atlantic» у Великій Британії та на «Starz» у США та Канаді.

## Сюжет
Ріаннон втекла від дитинства, сповненого цькування, щоб вести спокійне життя помічником адміністратора в місцевій газеті, живучи з батьком і собакою. Однак смерть її батька призводить до випадкової зустрічі з незнайомцем, яка все змінює.

## Акторський склад
- Елла Пернелл — Ріаннон Льюїс, адміністративний помічник, що працює в «The Carnsham Gazette», її бос часто називає «Солоденька»
- Ніколь Лекі[en] — Джулія Бленкінгсопп, однокласниця Ріаннон зі шкільних років, яка зараз працює місцевим агентом з нерухомості
- Джон Пойнтінг[en] у ролі Крейга, працівника будівельної компанії батька Ріаннон
- Калам Лінч[en] — Ей Джей, новий молодший репортер «The Carnsham Gazette»
- Лія Харві[en] в ролі Марини, молодшого детектива, що працює в місцевій поліції
- Джеремі Свіфт[en] — Норман, редактор «The Carnsham Gazette» і бос Ріаннон
- Дастін Демрі-Бернс[en] — Джефф Баркер, репортер «The Carnsham Gazette»
- Люк Макгібні в ролі Майка, огидного чоловіка, шляхи якого перетинаються з Ріаннон
- Інгрід Олівер у ролі Діани Сент-Джон, детективного інспектора місцевої поліції
- Александра Доулінг[en] — Серен, сестра Ріаннон.
- Нітін Ганатра[en] — Рорі, детектив, який працює з Мариною.
- Девід Барк-Джонс[en] у ролі Томмі, батька Ріаннон і Серен, власника будівельної фірми «Tommy's Transformations»

## Епізоди
| № серії | Назва серії                                     | Режисер(и) | Сценарист(и)                | Оригінальна дата виходу |
| ------- | ----------------------------------------------- | ---------- | --------------------------- | ----------------------- |
| 1       | «Sorry For Your Loss»                           | Елла Джонс | Кірсті Суейн                | 10 жовтня 2024          |
| 2       | «This Sort of Thing Needs Some Feminine Energy» | Елла Джонс | Кірсті Суейн і Кріссі Дакер | 10 жовтня 2024          |
| 3       | «Black Spots in the Garage»                     | Елла Джонс | Кірсті Суейн і Кріссі Дакер | 10 жовтня 2024          |
| 4       | «Everybody Loves Julia»                         | Елла Джонс | Лаура Джейн Танбридж        | 10 жовтня 2024          |
| 5       | «Someone's been a Naughty Girl»                 | Елла Джонс | Селіна Лім                  | 10 жовтня 2024          |
| 6       | «Life 2.0»                                      | Елла Джонс | Кріссі Дакер                | 10 жовтня 2024          |

## Виробництво
Роман Скузе був обраний у 2017 році «See-Saw Films». У 2019 році «Sky Atlantic» приєдналася до проекту, і Патрік Волтерс, Джеймі Лоренсон, Хакан Кузетта, Аєйн Каннінг і Еміль Шерман були призначені виконавчими продюсерами «See-Saw Films», а Ліз Левін — виконавчим продюсером «Sky Studios». Книгу екранізувала Кірсті Суейн. У 2020 році стало відомо, що це серіал із восьми частин.

### Кастинг
У листопаді 2023 року Елла Пернелл була обрана на головну роль і, водночас, виступила в ролі виконавчого продюсера. Також ролі отримали Ніколь Лекі, Джон Пойнтінг, Калам Лінч, Лія Харві, Джеремі Свіфт, Дастін Демрі-Бернс, Люк Макгібні та Інгрід Олівер.

### Зйомки
Зйомки проходили в Саутенд-он-Сі в листопаді та грудні 2023 року. Місцем для зйомок були Саутендська оглядова вежа на Пір-Хілл, західна еспланада підйомника та тематичний парк «Adventure Island». Зйомки також проходили біля річки Колн в парку Оксей, Вотфорд.

### Послідовність заголовків
Послідовність заголовків створила лондонська студія Пітера Андерсона. Його було розроблено, щоб візуально дослідити психологічний стан головної героїні, використовуючи бруталістську естетику живопису та живописні композиції. Послідовність показує неонові вогні на мокрих від дощу вулицях і перетворює повсякденні предмети на символи насильства, відображаючи подвійність її існування. Створений на замовлення шрифт із естетикою, намальованою вручну, додає жорсткого тону, тоді як різкі розширення шрифту, використаного на титульній картці, були додані, щоб підсилити зловісну атмосферу.

## Трансляція
Прем'єра серіалу відбулася 10 жовтня 2024 року на «Sky Atlantic» і «NOW TV» у Великій Британії та на «Starz» у США та Канаді. Напередодні прем'єри серіалу у вересні 2024 року було представлено повний трейлер.

## Сприйняття
На веб-сайті агрегатора відгуків Rotten Tomatoes «Солоденька» має рейтинг схвалення 85 % на основі 20 відгуків із середнім рейтингом 7/10. Консенсус веб-сайту говорить: «Елла Пернелл — диявольська насолода в „Солоденькій“, фантазії про помсту, яка містить багато темряви під своєю грайливою зовнішністю». Metacritic, який використовує середньозважену оцінку, присвоїв оцінку 69 із 100 на основі на 12 критиків, вказавши «загалом схвальні» рецензії.
Люсі Манган, яка писала для «The Guardian», була менш вражена, неприхильно порівнюючи серіал з оригінальною книгою.

## Саундтрек
Музику до серіалу написала Ізобель Уоллер-Брідж, а головну пісню («Do You See Me Now») — Ізобель та британська виконавиця Шиншилла, яка забезпечила вокальну партію.
Крім того, серіал містить різноманітні саундтреки популярної музики, включно з композиціями Біллі Айліш, Icona Pop/Charli XCX, Лабі Сіфр, Бонні Тайлер, Spice Girls.